# 颍北之战
颍北之战是公元前599年（周定王八年，鲁宣公十年，晋景公元年，楚庄王十五年），在晋楚争霸战争中，晋国为了援救郑国，进攻楚国的作战。
前600年，楚国攻打郑国，晋国的郤缺率兵去救援郑国，郑襄公在柳棼打败了楚军。前599年六月，郑国怕楚国报复，于是和楚国讲和，晋国率领宋国、卫国、曹国等诸侯的军队进攻郑国，讲和以后回国。冬，楚庄王进攻郑国。晋国的士会再去救援郑国，在颍北（今河南省禹州市北）赶走了楚军。诸侯的军队在郑国留守。郑国子家去世。郑国为了讨伐杀害幽公的那次动乱，打开了子家的棺材，赶走了子家的族人。改葬幽公，把他的谥号改为“灵”。